# Paraopeba
Paraopeba este un oraș în Minas Gerais (MG), Brazilia.